# Michael Karstens
Michael Karstens (* 12. Januar 1972 in Hamburg) ist ein ehemaliger deutscher Basketballspieler.

## Werdegang
Der 2,11 Meter große Innenspieler spielte beim BC Johanneum Hamburg, 1993 wurde er in die deutsche U22-Nationalmannschaft berufen. Er wechselte aus Hamburg in die Vereinigten Staaten. In der Saison 1996/97 stand er beim belgischen Erstligisten Castors Braine unter Vertrag. Karstens trat mit der Mannschaft im Europapokal an, in sechs Begegnungen des Wettbewerbs Korać-Cup kam er auf einen Mittelwert von 1,2 Punkten je Begegnung. In der belgischen Liga verbuchte er bei 14 Einsätzen 1,9 Punkte und 1,2 Rebounds pro Partie.
Im Vorfeld der Saison 1997/98 wurde er vom Zweitligisten BC Johanneum Hamburg verpflichtet. Er spielte später bei der TSG Bergedorf und ging zur Saison 2001/02 zu Johanneum Hamburg in die 2. Bundesliga zurück. Im Januar 2002 verließ er die von einem Insolvenzverfahren betroffene Mannschaft. Beruflich wurde Karstens als Ökotrophologe tätig.